# ذراع الجدور (حزم العدين)

تعديل مصدري - تعديل

ذراع الجدور محلة تابعة لقرية نيدان، التابعة لعزلة حقين بمديرية حزم العدين إحدى مديريات محافظة إب في الجمهورية اليمنية، بلغ تعداد سكانها 44 حسب تعداد اليمن لعام 2004.